# Richard Wawro
Vous pouvez aider à l'améliorer ou bien discuter des problèmes sur sa page de discussion.
- Certaines informations devraient être mieux reliées aux sources mentionnées dans la bibliographie ou les liens externes. Améliorez sa vérifiabilité en les associant par des références. (Marqué depuis janvier 2022)
- Son texte doit être wikifié : il ne correspond pas à la mise en forme Wikipédia (style, typographie, liens internes, liens entre les wikis, etc.). (Marqué depuis janvier 2022)
- La traduction doit être revue. Le contenu est difficilement compréhensible à cause d’erreurs de traduction, peut-être dues à l’utilisation d’un logiciel de traduction automatique. (Marqué depuis janvier 2022)

Richard Wawro (14 avril 1952 – 22 février 2006) était un artiste écossais remarquable pour ses paysages au pastel à l'huile. Il est autiste savant.

## Biographie
Wawro est né dans la famille de Tadeusz et Olive Wawro. Son père est un officier militaire polonais et ingénieur civil qui s'est installé à Fife et devient bibliothécaire. Sa mère est une enseignante écossaise.
Richard est diagnostiqué comme "modérément à sévèrement retardé" à l'âge de trois ans, et plus tard, il est reconnu autiste. Il n'a pas appris à parler avant l'âge de 11 ans, et ses yeux ont été opérés de la cataracte, qui lui laisse suffisamment de problèmes de vue pour considéré légalement comme aveugle.
Petit enfant, Wawro commence à dessiner sur un tableau noir. Dans le centre pour enfants de la région, à l'âge de six ans, il commence à utiliser des crayons de couleur, et son talent est reconnu peu après. Le professeur Marian Bohusz-Szyszko de l'École polonaise d'Art de Londres, déclare qu'il était "abasourdi" face aux dessins de Wawro, les décrivant comme "un phénomène incroyable rendu avec la précision d'un mécanicien et la vision d'un poète".
Il fait sa première exposition à Édimbourg quand il a 17 ans.
Au début des années 1970, l'une de ses expositions est ouverte par Margaret Thatcher, ensuite le Ministre de l'Éducation, qui achète plusieurs de ses tableaux, comme l'a fait Jean-Paul II.
Il obtient l'approbation de son père pour chaque tableau jusqu'à la mort de son père en 2002. Dans l'ensemble, il a vendu plus de 1 000 tableaux au cours de 100 expositions.
Son art est d'abord introduit aux États-Unis en 1977, lors de la conférence "Creativity for the Gifted and Talented in New York City", du National Council of Teachers of English
En 1983, sa vie et son œuvre ont fait l'objet d'un documentaire primé, With Eyes Wide Open, par l'experte en autisme Laurence A. Becker, Ph.D., qui a également produit un profil vidéo de lui, A Real Rainman.
Wawro est décédé d'un cancer du poumon en 2006.

## Travaux
Wawro travaille avec le medium inhabituel du pastel à l'huile, se spécialisant dans les paysages terrestres et marins qui sont reconnus pour leurs représentations très détaillées et dramatiques, colorées, et d'une intense profondeur. Il n'a pas utilisé les modèles, mais il a dessiné à partir d'images vues qu'une seule fois, dans les livres ou à la télévision ; sa mémoire phénoménale lui a permis de se souvenir où de chaque endroit où la photo avait été prise ainsi que son jour précis. Bien que possédant une mémoire parfaite, il a souvent ajouté sa propre touche à l'image. Il a été particulièrement inspiré par la lumière et les tons qu'il a utilisé pour capturer la lumière et les ombres.